# Dekanija Ljubljana - Vič/Rakovnik
Dekanija Ljubljana - Vič/Rakovnik je rimskokatoliška dekanija, ki spada pod okrilje škofije Ljubljana.

## Župnije
- Župnija Brezovica
- Župnija Črni Vrh
- Župnija Dobrova
- Župnija Golo
- Župnija Ig
- Župnija Ljubljana - Barje
- Župnija Ljubljana - Rakovnik
- Župnija Ljubljana - Rudnik
- Župnija Ljubljana - Vič
- Župnija Notranje Gorice
- Župnija Polhov Gradec
- Župnija Tomišelj
- Župnija Želimlje